# Факультет автоматики и электроники МИФИ
Факультет автома́тики и электро́ники МИФИ — факультет Московского инженерно-физического института, готовящий специалистов по разработке, исследованию и проектированию систем автоматического управления физическими установками, экспериментами и технологическими процессами, новых устройств и приборов в области электроники, микроэлектроники и измерительной техники, современных электронных устройств для обработки данных и управления физическими исследованиями с широким применением микропроцессорной техники, компьютерных медицинских систем, а также специалистов по ускорителям заряженных частиц, СВЧ-электронике, системам мощной импульсной и СВЧ-энергетики и другим электрофизическим установкам.

## История факультета
Факультет основан в 1966 году. Первым деканом был назначен А. В. Шальнов. Однако ещё ранее, в 1949 году в МИФИ были созданы кафедра автоматики и кафедра электроники, готовящие специалистов по инженерной физике. Вскоре на факультете начали открываться новые кафедры, и на ноябрь 2008 года структура факультета выглядит так:

## Структура факультета
- Кафедра автоматики (№ 2)
- Кафедра электроники (№ 3)
- Кафедра электротехники (№ 8)
- Кафедра электрофизических установок (№ 14)
- Кафедра электронных измерительных систем (№ 26)
- Кафедра микро- и наноэлектроники (№ 27)
- Кафедра компьютерных медицинских систем (№ 46)
- Кафедра социологии и гуманитарной культуры (№ 53)

Кафедры 2, 3, 8, 26, 27 и 46 готовят инженеров-физиков (специалистов) по специальности «Электроника и автоматика физических установок». Кафедры 8 и 14 готовят инженеров-физиков по специальности «Физика пучков заряженных частиц и ускорительная техника». С 2011 года на 2, 3, 14, 27, 46 кафедрах ведется подготовка бакалавров и магистров по направлению «Ядерные физика и технологии»
Кроме того, на факультете присутствует кафедра социологии и гуманитарной культуры (№ 53), которая не является выпускающей, однако ведёт занятия по социологии и культурологии на всех факультетах МИФИ, а также занятия по политологии на гуманитарном факультете.
По данным на июнь 2013 года продолжительность обучения составляет: для специалистов — 5,5 лет, для бакалавров — 4 года, для магистров — 2 года.